# Göran Lindblom (kemist)
Göran Lindblom, född 1942, är en svensk kemist. Han disputerade 1974 vid Lunds universitet och är professor emeritus i fysikalisk kemi vid Umeå universitet. Han invaldes 1998 som ledamot av Vetenskapsakademien.